# Gabrk (Škofja Loka, Slovenija)
Gabrk je naselje u slovenskoj Općini Škofji Loki. Gabrk se nalazi u pokrajini Gorenjskoj i statističkoj regiji Gorenjskoj. 

## Stanovništvo
Prema popisu stanovništva iz 2002. godine naselje je imalo 97 stanovnika.